# Rose's Turn
Rose's Turn (Il turno di Rose) è l'ultima canzone del musical del 1959 Gypsy: A Musical Fable, musical composto da Jule Styne con le liriche di Stephen Sondheim . L'interprete più famosa della canzone è Ethel Merman, l'originale Rose di Broadway.
In Gypsy la canzone viene cantata sul finale del secondo atto. Rose, dopo aver lavorato per anni duramente a questo proposito, riesce a fari diventare la figlia Rose (in arte Gypsy Rose Lee) una stella del burlesque. Tuttavia, dopo essere diventata celebre in tutti gli Stati Uniti, Gypsy si distacca dalla madre, fino ad ordinarle di lasciarla in pace e libera di vivere la propria vita.
Rose, abbandonata dalla figlia, canta la propria frustrazione per aver sprecato la propria vita per far diventare la figlia ingrata una grande stella del teatro. Rose afferma che la sua tragedia è di essere nata troppo presto e di aver cominciato troppo tardi: se avesse cominciato a lavorare fin da giovane sarebbe riuscita a diventare lei stessa una stella.
La canzone è un pastiche dei brani musicali di Gypsy May We Entertain You? e Everything's Coming up Roses.

## Interpreti più importanti
- Rosalind Russell e Lisa Krik nel film del 1969 “La donna che inventò lo strip-tease”[1];
- Bette Midler nel film televisivo “Gypsy” (1993);
- Ethel Merman nel cast originale di Broadway del 1959;
- Angela Lansbury nella prima produzione londinese del musical e nel revival di Broadway del 1973;
- Tyne Daly nel revival di Broadway del 1989;
- Bernadette Peters nel revival di Broadway del 2003;
- Patti LuPone nel revival di Broadway del 2008;
- Betty Buckley nell'album An Evening At Carnagie;
- Liza Minnelli in concerto;
- Chris Colfer nel ruolo di Kurt Hummel nella puntata “Senza Voce” della serie televisiva Glee.
- Imelda Staunton nel revival di Londra del 2015.